# Су Сентер (Ајова)
Су Сентер (енгл. Sioux Center) град је у америчкој савезној држави Ајова. По попису становништва из 2010. у њему је живело 7.048 становника.

## Демографија
Према попису становништва из 2010. у граду је живело 7.048 становника, што је 1.046 (17,4%) становника више него 2000. године.
| Група             | 2000.         | 2010.         |
| Белци             | 5.621 (93,7%) | 5.966 (84,6%) |
| Афроамериканци    | 9 (0,1%)      | 27 (0,4%)     |
| Азијати           | 51 (0,8%)     | 86 (1,2%)     |
| Хиспаноамериканци | 280 (4,7%)    | 920 (13,1%)   |
| Укупно            | 6.002         | 7.048         |